# Artem Wedel
Artem Wedel (ukr. Ведель Артем Лук’янович) (ur. 1 kwietnia 1767 w Kijowie, zm. 14 lipca 1808 tamże) – ukraiński kompozytor i śpiewak.
Urodził się w rodzinie kijowskich mieszczan Łukiana i Oleni Wedelskich. Jego ojciec zajmował się budową ikonostasów. Rodzina mieszkała w domu na przedmieściu Kijowa. Podczas pobytu w Kijowie Wedel zawsze powracał do domu rodzinnego.
Kompozytor posługiwał się skróconą formą nazwiska „Wedel”. Studiował filozofię w Akademii Kijowsko-Mohylańskiej, zdobył tam też wykształcenie muzyczne. Zaczął komponować utwory muzyczne, dyrygował studenckim chórem i orkiestrą, występował też jako skrzypek-solista.
W roku 1788 przeniósł się do Moskwy, gdzie objął kierownictwo zespołu muzycznego generał-gubernatora Jeropkina. Formalnie był zatrudniony jako kancelista w kancelarii Senatu. Po śmierci swego protektora 1794 powrócił do Kijowa. Objął kierownictwo kapeli generała Lewanidowa. Został awansowany do stopnia kapitana. W tym okresie napisał wiele kompozycji, w tym 6 koncertów instrumentalnych.
W roku 1796 Wedel przeniósł się wraz z generałem Lewanidowem do Charkowa. Tam Wedel zorganizował nowy chór i orkiestrę, nauczał też śpiewu i muzyki instrumentalnej w miejscowym kolegium. Komponował religijne utwory wokalne, m.in. „Woskresni Boże” i „Usłyszi Gospodi głas moj”.
W roku 1797 na rozkaz cara Pawła I korpus Lewanidowa uległ likwidacji. Wedel został zwolniony ze służby wojskowej i opuścił Charków.
W roku 1798 Wedel powrócił do Kijowa i zamieszkał w domu rodzinnym. Porzucił wszystkie zaszczyty, rozdał swój majątek i pogrążył się w religii. Wstąpił do Ławry Peczerskiej. Komponował utwory sakralne, przeznaczone do wykonywania w kijowskich soborach.
Późną wiosną 1799 znaleziono u niego książkę Służba Niłu Stołbienskomu gdzie na pustej stronicy ręką Wedela rzekomo napisano zapowiedź zamachu na cara Pawła I. Pod tym zarzutem metropolita kijowski, archimandryta Ławry Pieczerskiej Hieroteusz 25 maja 1799 przekazał Wedela w ręce komendanta Kijowa.
Brak jest pewnych wiadomości o dalszych losach kompozytora. 10 lipca 1799 jako chory umysłowo został przekazany pod opiekę ojca. 1 sierpnia 1799 Wedel znalazł się w szpitalu dla umysłowo chorych. Pozostał tam w ciągu ośmiu lat, aż do śmierci w wieku 38 lat.
Utwory Wedela zachowały się w rękopisach. Mimo zakazu ich wykonywania były nadal wykonywane. Wiadomo o 80 utworach, w tym 31 koncertów chóralnych, 6 trio kameralnych, dwie liturgie Jana Złotoustego i in.